# 迈克·耶登
迈克尔·耶登（英語：Michael Yeadon），是辉瑞公司的前副总裁，也是反疫苗立场的捍卫者。

## COVID-19
在COVID-19大流行期间，耶登在没有证据的情况下声称COVID-19疫苗会导致女性不孕。此后，耶登声称这些疫苗是大规模人口减少计划的一部分，并且疫苗将在两年内杀死其接受者。